# ズワイガニ
ズワイガニ（楚蟹、学名：Chionoecetes opilio）は、十脚目ケセンガニ科（旧分類ではクモガニ科）のカニ。深海に生息する大型のカニであり、食用のカニとして扱われる。
ベニズワイガニ（紅楚蟹）などの近縁も本項で記載する。

## 形態

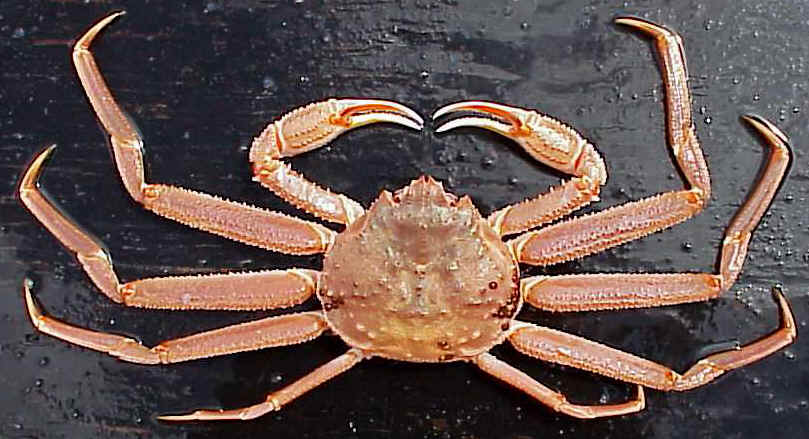
甲羅にカニビルの卵が付着したオオズワイガニ

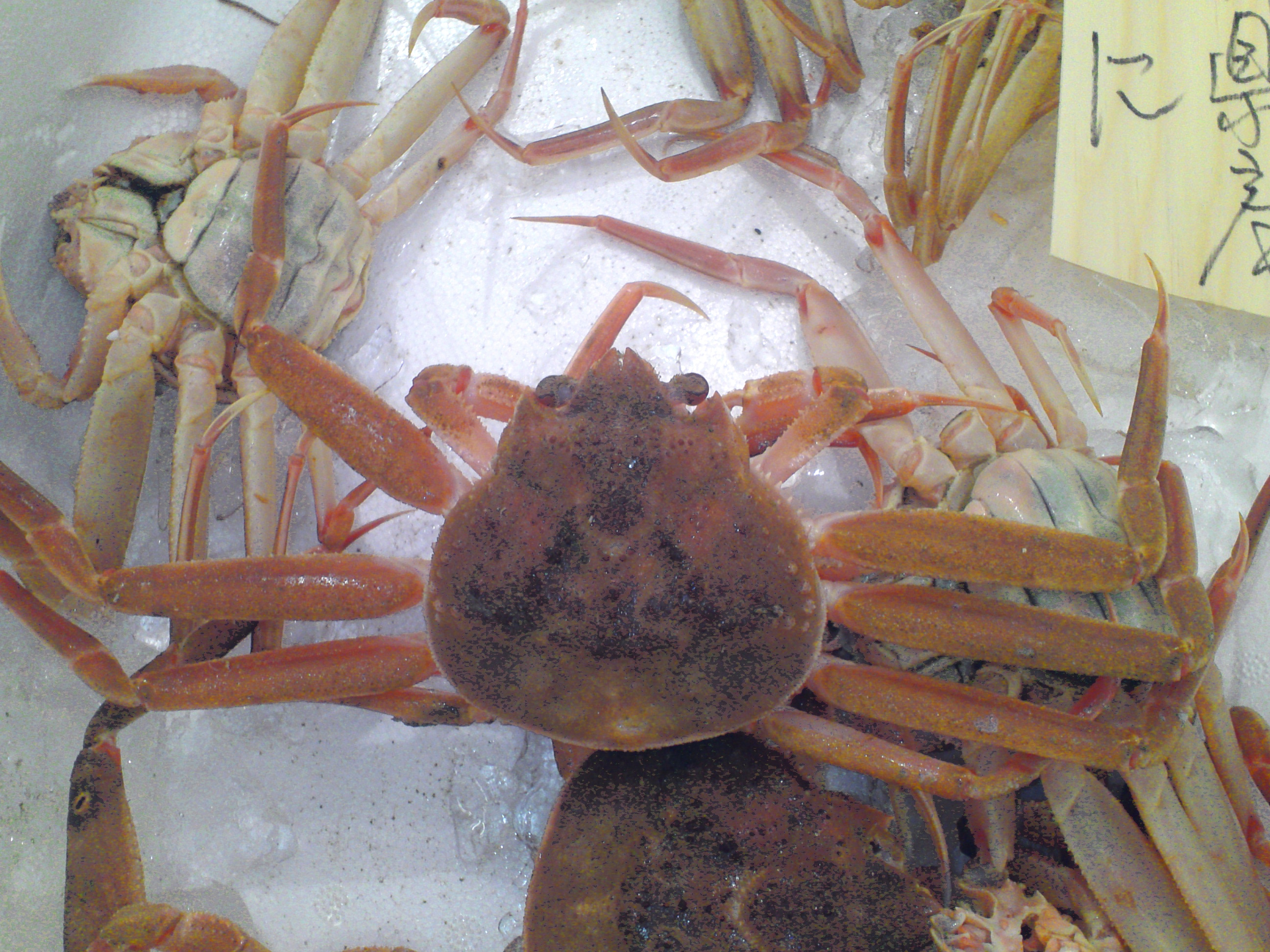
メスのズワイガニ（セコガニ）

体色は全身が暗赤色をしている。甲は膨らみがある三角形、鉗脚（第1胸脚）と第5胸脚は短いが第2 - 4胸脚が長く、大きなオスが脚を広げると70cmになる。オスの甲幅は最大14cmであるものの、メスは半分の大きさである。メスは性成熟すると産卵、抱卵、幼生放出を繰り返す。日本産の個体は歩脚の長節が長く、亜種 C. opilio elongatus Rathbun, 1924 として分類する見解もある。
「ズワイ」は、細い木の枝のことを指す古語「楚（すわえ、すはえ）」が訛ったものとされ、漢字で「津和井蟹」とも書かれる。
オスとメスは大きさが異なるために多くの漁獲地域でオスとメスの名前が異なる。
- オス：エチゼンガニ、マツバガニ、ヨシガニ、タイザガニなど[4]。
- メス：メスガニ、オヤガニ、コッペガニ、コウバコガニ[5]、セコガニ、セイコガニ、クロコガニなど[4]。

本種を記載した "Fabricius" は、オットー・ファブリシウス (Otto Fabricius) で、動物分類学の基礎を築いたことで知られるヨハン・クリスチャン・ファブリシウス (Johan Christian Fabricius) とは別人である。記載者まで表記する際は "O. Fabricius" として正確を期すことが多い。

## 生態
日本の山口県以東の日本海と茨城県以東からカナダまでの北太平洋、オホーツク海、ベーリング海に広く分布する。水深50 - 1,200mの砂泥底に生息し、水深200 - 600mの深海と水温0 - 3℃の水域を好む。
食性は雑食性であり、貝類や多毛類などを捕食するほか、海底に落ちた魚介類、海洋性哺乳類などの屍骸、自分自身の殻も食す。産まれてから親になるまでに約10年を要し、オスは11齢で漁獲許諾サイズの甲羅幅90mmを超える。最終齢からは4年程度生存する。
産卵期は初産6 - 7月、経産2 - 4月。深海域に生息するため、脱皮、季節移動、寿命など生態の解明はあまり進んでいない。オホーツク海での調査では、季節により生息域が変化し、雄雌により生息水深が変化していることが確認された。交尾後に産卵された卵は、腹節の内面にある腹肢に付着して抱卵され、1年から1年半経過すると、孵化してプレゾエアとなり放出される。放出後、親は短期間で再び産卵する。従って、成熟したメスは長期間、卵を抱いている。交尾時の精子は、メスの貯精嚢に保存されて少しずつ使用される。飼育実験によると、ゾエア幼生からメガロパ幼生期の適正飼育水温は9 - 14℃、100日から120日で稚ガニとなり、着底する。2003年に若狭湾で行われた調査によると、メスは66,000粒程度の卵を抱いており、高齢のメスはあまり放出しない。

## 関係

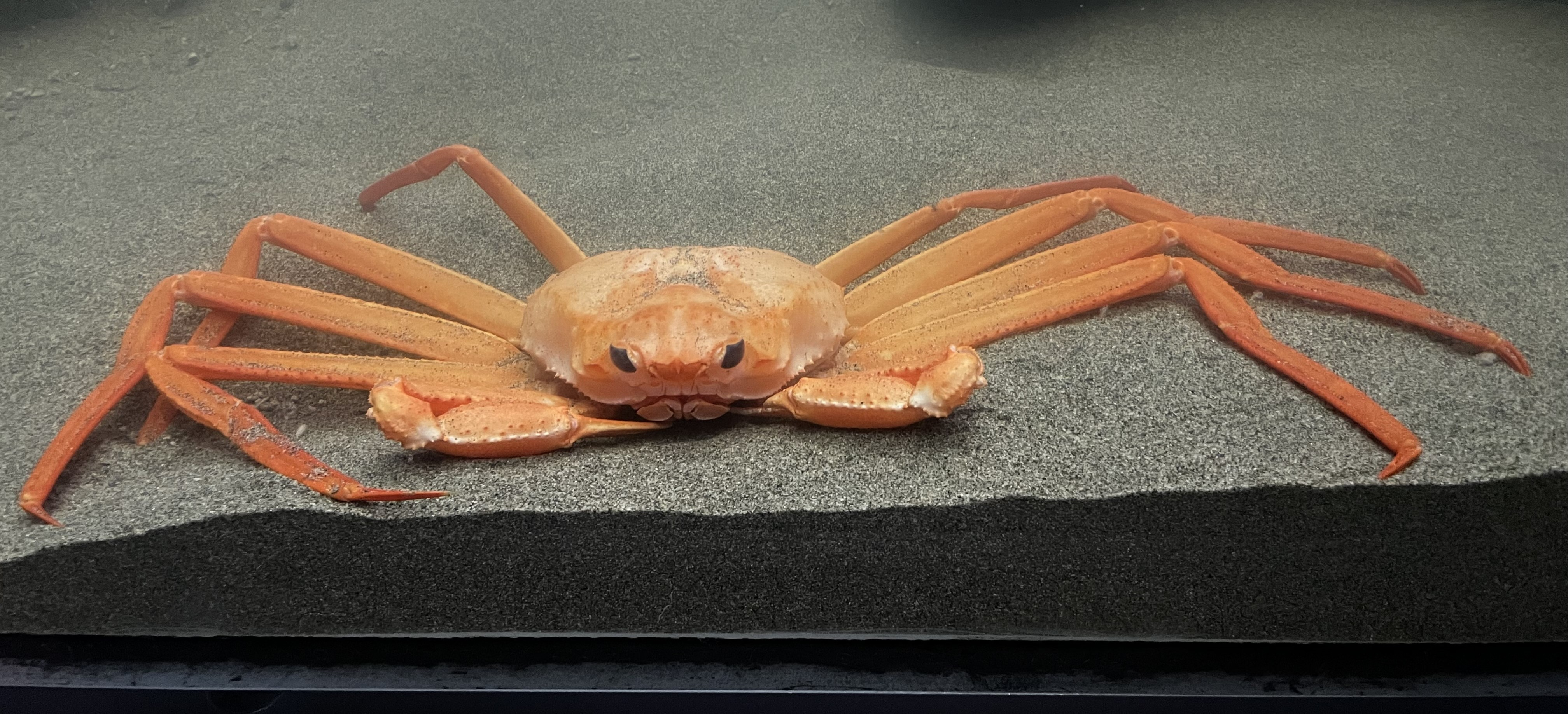
ベニズワイガニ C. japonicus

ズワイガニ（オピリオ）C. opilio (O. Fabricius), 1788
本種。日本海、オホーツク海、カナダなどで水揚げされる。ホンズワイガニとして知られており、全国各地で地域ブランドとして販売される。濃厚なケガニやヤドカリ下目で大きなタラバガニと並ぶ三大食材であり、オピリオで甘味を引き出す場合は鮮度に注意して熟成を行う必要がある。
オオズワイガニ（バルダイ）C. bairdi Rathbun, 1893
ロシアなどで水揚げされる。オピリオよりも大きいため、しゃぶしゃぶに使用される。2023年、北海道の日高地方で大量発生してカレイ漁を阻害。また、カニ自体小ぶりであったため流通にも乗せられず漁業者が苦境に陥ったこともあった。
ベニズワイガニ（ジャポニカス）C. japonicus Rathbun, 1932
オピリオよりも水深の深い場所に生息する。脚、胴の腹面含め全体に暗褐色であり、加熱する場合は全体が鮮やかな紅色を呈する。日本海、北朝鮮、ロシアなどで水揚げされる。オピリオよりも殻が柔らかいため、冷凍には向かない。加熱する場合は身が縮みやすいものの、生鮮品では甘味が最もあり、ジャポニカスの刺身はオピリオよりも美味しい場合がある。香住漁港で水揚げされたジャポニカスは、保存の問題から兵庫県でのみ食べられるため、カスミガニとしてブランド化されている。本種は、1906年にアメリカ合衆国の海洋調査船アルバトロス号が日本海佐渡沖水深960mで採集した1匹の個体により、アメリカの海洋生物学者メアリー・ラスバンが1932年に記載した。日本では存在も知られておらず、1950年に但馬沖で採集した11匹の個体により、山本孝治が和名を与えた。富山湾では1941年から赤ガニと呼ばれており、刺し網で大量に捕獲されている。現在では山陰沖が主要な漁場。資源保護の目的により、当初からメスは水揚げされていない。
マルズワイガニ（オオエンコウガニ）Chaceon maritae (Manning et Holthuis), 1981
オオエンコウガニ科オオエンコウガニ属であるため、厳密にはオピリオの近縁ではない。南アメリカ、西アフリカなどで水揚げされる。比較的安価であるため、缶詰に使用される。
雑種
生殖能力を持たないものの、オスのオピリオとメスのジャポニカスにおける雑種や、オスのオピリオとメスのバルダイにおける雑種などが確認されており、それぞれオウゴンガニやハイブリッドなどと呼ばれている。

## 漁業

### 漁獲
水深200m程度から2000m程度が主な漁場で主に沖合底びき網、カニカゴ漁で捕獲される。
TAC制度（漁獲可能量制度）のため、海域により、漁獲量の上限が定められている。日本海での漁は沖合底びき網漁が主体となっているものの、カニカゴ漁、刺し網、板びき網漁も行われている。資源保護のため、省令により、細かく制限されている。例えば、新潟県以東の海域と富山県以西の海域では異なる。
- 新潟県以東の海域：雌雄とも漁期は10月1日 - 翌年5月31日、共に甲幅90mm未満のオスと未成体のメスにおける漁獲の禁止。
- 富山県以西の海域：メスにおける漁期は11月6日 - 翌年1月10日、オスにおける漁期は11月6日 - 翌年3月20日、さらに富山県以西の海域では漁業者の自主協定により、漁獲量の上限、禁漁区の設定、漁期の短縮、初産のメスにおける漁獲の禁止、省令より厳しい甲幅の制限、ミズガニ（最終脱皮前または最終脱皮後1年以内のオス）における漁獲の禁止[18]。

漁期以外の季節にカレイなどの底びき網漁で混獲されてしまうものの、日本の漁船での捕獲は禁じられているため、海に再放流している。生存率は30%で実態は死んだカニの投棄に近いという疑問から、京都府農林水産技術センターらが2009年から2010年に行った調査では80%の生存率となる。この状態を解決すべく、混獲されるカニを減らすための技術開発も行われている。
資源回復を目指し、1964年頃から福井県や兵庫県などで飼育研究が行われている。

### 統計
| 年   | 総漁獲量 （底引き網漁） | 2016年漁獲量順位 | 漁獲量 |
| ---- | ----------------------- | ---------------- | ------ |
| 2004 | 5,959 (4,455)           | 1 兵庫県         | 1,016  |
| 2005 | 4,849 (3,636)           | 2 鳥取県         | 939    |
| 2006 | 5,996 (4,226)           | 3 北海道         | 894    |
| 2007 | 5,970 (4,367)           | 4 福井県         | 433    |
| 2008 | 5,308 (3,806)           | 5 石川県         | 388    |
| 2009 | 4,717 (3,288)           | 6 新潟県         | 197    |
| 2010 | 4,809 (3,352)           | 7 島根県         | 110    |
| 2011 | 4,439 (3,122)           | 8 京都府         | 76     |
| 2012 | 4,353 (2,976)           | 9 山形県         | 42     |
| 2013 | 4,181 (2,734)           | 10 富山県        | 34     |
| 2014 | 4,348 (2,745)           | 11 秋田県        | 14     |
| 2015 | 4,412                   |                  |        |
| 2016 | 4,153                   |                  |        |

## 食材
冬における味覚の王様として人気が高い。塩茹で、蒸し料理、鍋料理、しゃぶしゃぶ、寿司、刺身、缶詰として食される。肉（身）、カニミソ、卵巣が食される。脱皮直後におけるズワイガニでは淡白な風味を楽しめる。
甲羅に付着する黒い粒子はカニビルの卵であり、寄生虫ではない。脱皮後の時間が長く、身入りが良い証拠と言われる場合がある。しかし、実際はカニビルの卵と身入りの良さに因果関係はない。カニビルの卵が付着していると見た目が良くないため、通販などで販売されるものはたわしなどできれいにとられている場合が多い。一方で、一般に小売りで流通するものは数が多いことから一杯ずつをたわしできれいに取ることが容易ではないため、身入りが良い証拠と言って、そのまま売られているのが実態である。
タラバガニなどの食文化を研究した『カニという道楽』（西日本出版社）の著者である広尾克子によると、1960年代半ばまでは現在のような高級食材ではなかった。干物や塩漬けにして保存できる魚類と違って、ズワイガニは缶詰以外で大消費地へ運べる冷蔵・冷凍物流が十分整備されていなかったためである。水揚げ地近くでは大きなカニは旅館や豪農が仕入れていたものの、メスや小型のカニは安く売買され、子供のおやつや畑の堆肥にされることもあった。転機となったのは1962年に大阪市道頓堀で開店したかに道楽で、創業者の今津芳雄が鍋料理「かにすき」や水に漬けたカニを冷凍物流させる方法を考案した。高度経済成長期もあって大都市圏の消費者にカニ料理が人気となり、日本海側の観光産業もカニを集客の目玉に使うようになった。

### 観光産業

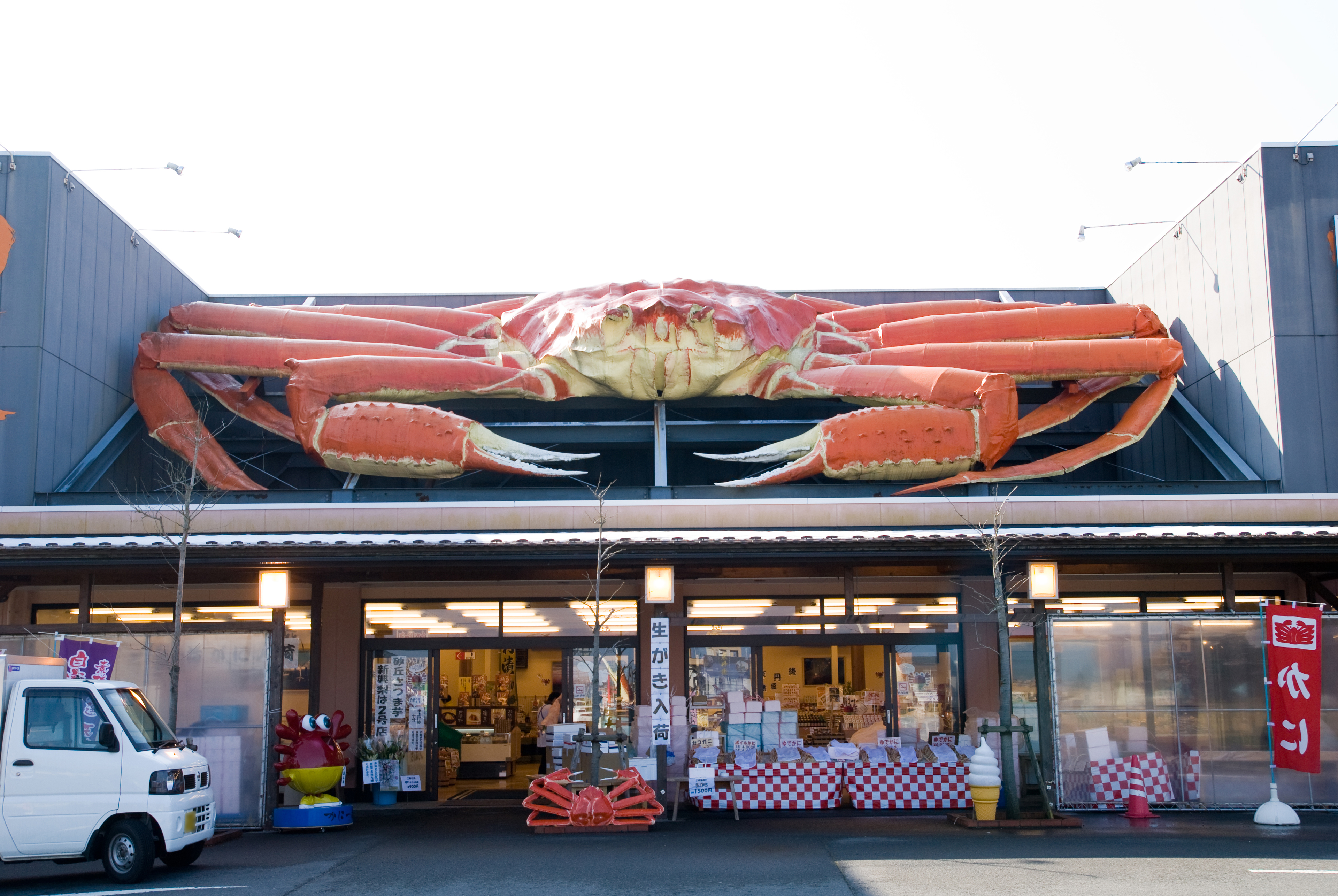
ズワイガニのモニュメント（京都府京丹後市久美浜町）

ズワイガニは人気のある食材であり、名産地へのツアーが商品として扱われる。

### 地方名・地域ブランド

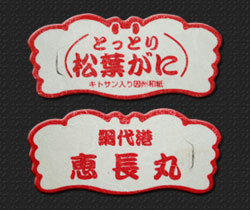
鳥取県網代港恵長丸のタグ

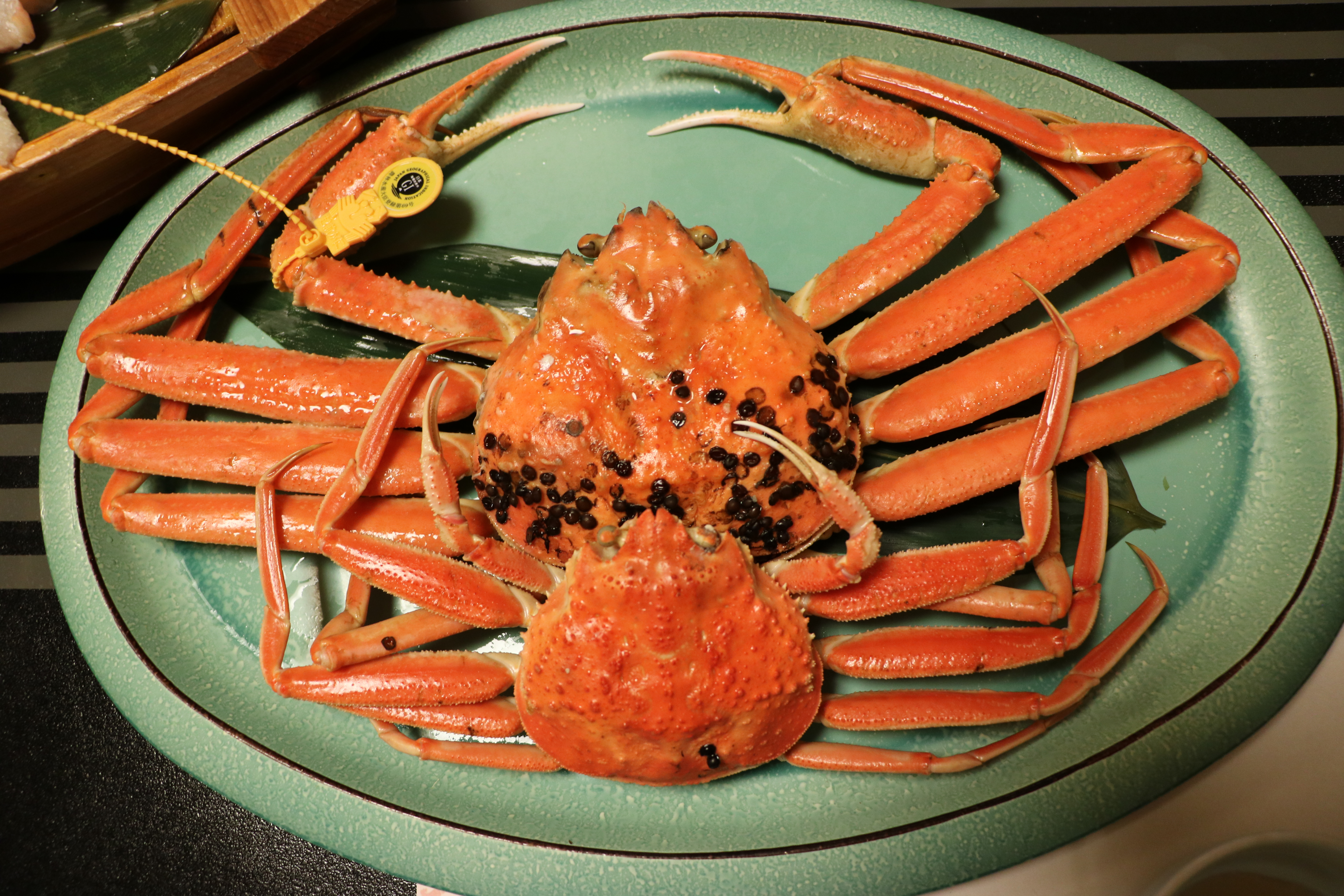
越前ガニのオスとメス（セイコガニ）福井県越前港産の黄色のタグが付けられている。

日本各地にズワイガニの地方名があり、オスとメスでも呼び名が異なる。地方での代表的な呼び名にエチゼンガニやマツバガニがある。地方名では山形県などで本種をタラバガニと呼ぶ地域もある。
また、一部の漁港では一定の基準を満たすズワイガニを地域ブランド化する動きもあり、脚に色違いのタグを取り付けられる。一定の基準を満たすものにブランド、漁獲漁船名、所属漁港が明示される。

#### オス
- ホッカイマツバガニ - ロシア、北海道、青森県、山形県、新潟県、富山県で水揚げされるオスのズワイガニとオスのオオズワイガニとオスのベニズワイガニ。
- マイセツガニ - 秋田県における男鹿漁港で水揚げされるオスのズワイガニであり、12月25日～2月末日における個体。基準は800g以上で脚が揃っているもの。
- 加能ガニ - 石川県で水揚げされるオスのズワイガニ[24]。名称は公募で決めた。
- 越前ガニ - 福井県で水揚げされるオスのズワイガニ[24]。全国で最初にタグ付けを行った。
- 松葉ガニ - 北近畿、山陰地方で水揚げされるオスのズワイガニ[26]。

| 府県名 （漁港名）     | 地方名・ブランド名 （発祥年代） | タグ | 経緯等                                                    | 最高級 ブランド |
| --------------------- | ------------------------------- | ---- | --------------------------------------------------------- | --------------- |
| 石川県                | 加能ガニ                        | 青   | 公募により2006年11月1日に決定。                           |                 |
| 福井県                | 越前ガニ （1916年頃）           | 黄   | 「越前がに」で2007年に地域団体商標                        | 「極」          |
| 京都府 （間人漁港）   | 間人ガニ （1998年頃）           | 緑   | 間人漁港産のオスのズワイガニ。 2006年に地域団体商標。     |                 |
| 京都府 （舞鶴漁港）   | 舞鶴かに （2008年頃）           | 緑   | 2012年に地域団体商標。 名称は濁らず平仮名で「かに」表記。 |                 |
| 兵庫県 （柴山漁港）   | 柴山ガニ （2004年頃）           | 桃   | 2004年漁期からタグ付けを開始                              | 柴山ゴールド    |
| 兵庫県 （津居山漁港） | 津居山かに （2001年）           | 青   | 2001年漁期からタグ付けを開始                              |                 |
| 兵庫県 （浜坂漁港）   | 浜坂ガニ （2010年頃）           | 青   | 漁協では「浜坂産松葉ガニ」で販売                          |                 |
| 鳥取県                | 松葉ガニ （1845年頃）           | 白   | 「とっとり松葉ガニ」のタグを使用                          | 「五輝星」      |
| 島根県                | 松葉ガニ                        | 青   | 隠岐諸島のカゴ漁業のものは「隠岐松葉ガニ」のタグを使用。  |                 |

なお、脱皮直後におけるオスのズワイガニはミズガニと呼ばれており、福井県ではズボガニ、鳥取県ではワカマツバガニと呼ばれている。

#### メス
- コウバコガニ - 石川県におけるメスのズワイガニ[24]。
- セイコガニ - 福井県におけるメスのズワイガニ[24]。
- セコガニ - 兵庫県におけるメスのズワイガニ[24]。
- コッペガニ - 京都府におけるメスのズワイガニ[24]。
- オヤガニ - 鳥取県、島根県におけるメスのズワイガニ[24]。

メスのカニは外子と呼ばれる成熟卵と内子と呼ばれる未成熟の卵を持っており、食材として珍重される。